# The Immortal Alamo
The Immortal Alamo  è un cortometraggio muto del 1911 diretto da William F. Haddock. È conosciuto anche con il titolo Fall of the Alamo. Fu l'esordio cinematografico per Fanny Midgley e per Richard Stanton.

## Produzione
Il film fu prodotto da Gaston Méliès per la Georges Méliès con il nome Star Film Company. Venne girato nel Texas, a Hot Wells e a San Antonio. La produzione usò i cadetti della Peacock Military Academy come comparse per interpretare i soldati dell'esercito messicano.

## Distribuzione
Distribuito dalla General Film Company, il film - un cortometraggio della durata di una ventina di minuti - uscì nelle sale cinematografiche statunitensi il 25 maggio 1911.
Non si conoscono copie ancora esistenti della pellicola e il film viene considerato presumibilmente perduto.